# Zdzisław Jasiński

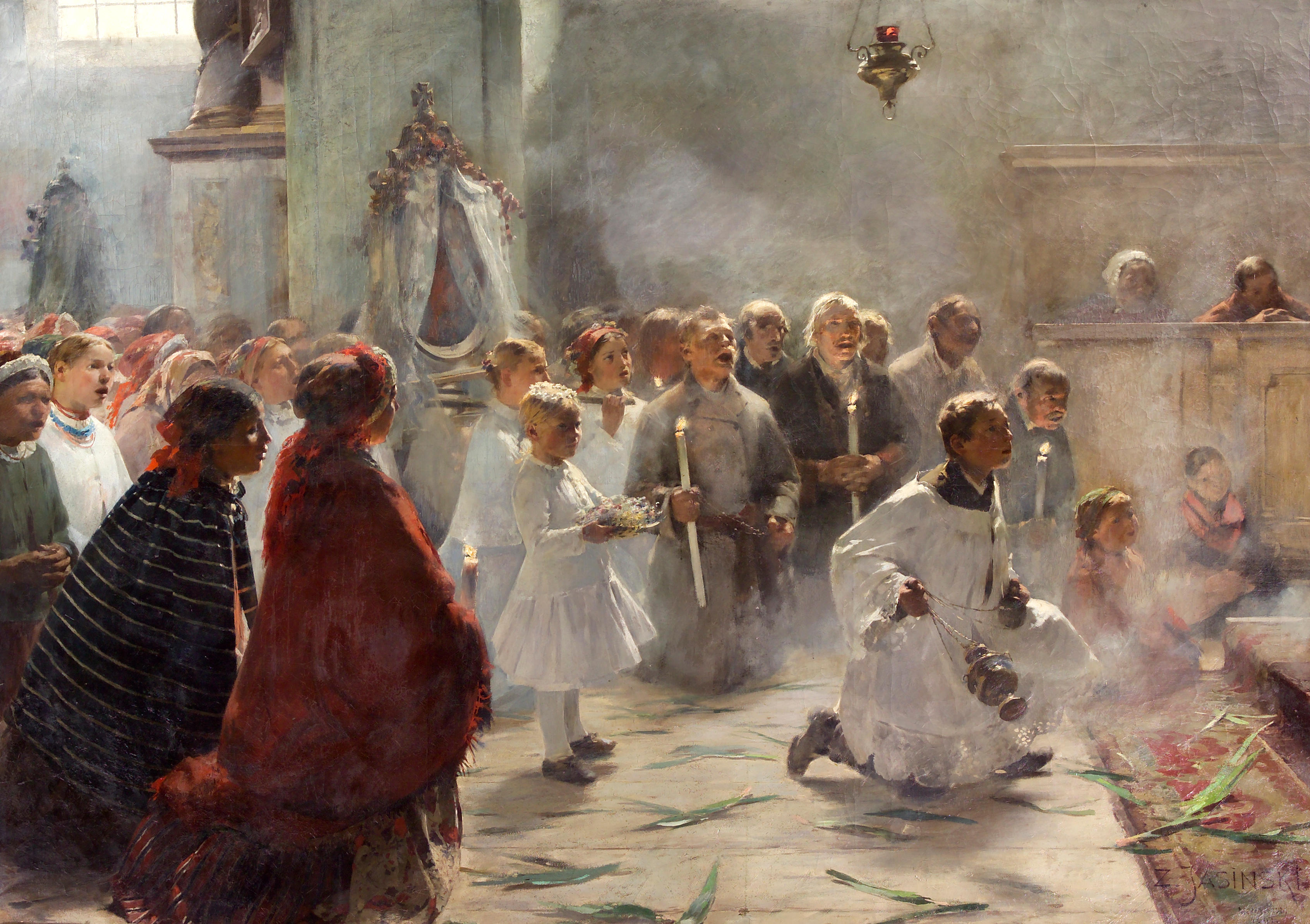
Niedziela Palmowa (1891)

Zdzisław Piotr Jasiński (ur. 18 stycznia 1863 w Warszawie, zm. 18 listopada 1932 tamże) – polski malarz, rysownik, akwarelista.
Był synem Aleksandra (zm. ok. 1904) i Petroneli z Litwinowiczów. Ojciec pełnił funkcję starszego zgromadzenia malarzy pokojowych w Warszawie. Zdzisław miał młodszych braci – Józefa (1876–1954), rzeźbiarza, oraz Stanisława (zm. 1939), malarza-dekoratora.
Studia malarskie rozpoczął u Wojciecha Gersona w warszawskiej Klasie Rysunkowej. Następnie studiował w krakowskiej Szkole Sztuk Pięknych u Feliksa Szynalewskiego, Leopolda Löfflera i Floriana Cynka.
Dzięki stypendium Towarzystwa Zachęty Sztuk Pięknych studiował w Akademii Sztuk Pięknych w Monachium u Otto Seitza i Aleksandra von Wagnera.
Od roku 1893 Zdzisław Jasiński mieszkał w Warszawie. W latach 1896 i 1897 działał w Moskwie i Petersburgu. W roku 1897 zajmował się również w Rzymie malarstwem plafonowym. Był w roku 1901 autorem plafonu „Muzyka ludowa” w foyer gmachu Filharmonii Warszawskiej.
W roku 1904 przeniósł się do majątku Przyłęk koło Garwolina. W roku 1910 powrócił na stałe do Warszawy, gdzie zbudował kamienicę przy ulicy Wspólnej 63b. Stworzył sgraffito przedstawiające św. Jana Ewangelistę na ścianie kaplicy przy ulicy Wspólnej.
Został w roku 1921 członkiem współzałożycielem grupy artystycznej „Pro Arte”.